# 阿比
阿比（英文：Abee）是一個位於加拿大亞伯達省中亞伯達地區索爾希德縣的一個農莊，位於亞伯達省63號公路東南側16（9.9英里）；距離索爾希德49（30英里），海拔665（2,182英尺）。根據2009年亞伯達省城鎮人口普查索爾希德縣資料人口為25人。

## 歷史
此莊命名自於一間木材公司經理阿比·唐利（A.B. Donley）。1952年哈利·伯林（Harry Buryn）在麥田內發現的隕石碎片「阿比隕石」也由此而來。

## 資料來源
1. ↑   (PDF).   [2022-03-22]. （原始内容 (PDF)存档于2022-02-03）.
2. ↑   (PDF).   [2022-03-22]. （原始内容 (PDF)存档于2021-12-11）.
3. ↑  . Ottawa: Geographic Board of Canada. 1928: 9  [2022-03-22]. （原始内容存档于2021-10-11）.
4. ↑  .   [2022-03-22]. （原始内容存档于2020-02-03）.